# Le Prisonnier no 1
Le Prisonnier no 1 est un roman d’Henri Troyat publié en 1978.

## Résumé
Le lieutenant Mirovitch est un jeune soldat russe d'une illustre famille tombée en disgrâce et désargentée. Il cherche des appuis dans la cour de Catherine II, et finit par se faire muter à Schlüsselbourg, une bourgade à distance de Saint-Pétersbourg. Il y rumine sa malchance, mais tombe en fascination devant la forteresse-prison dépendant de la garnison, bâtie sur une île et à l'aspect très romanesque. Il y apprend que Ivan VI, dernier Tsar légitime renversé par coup d'État dans son plus jeune âge, y est séquestré en plus grand secret. Illuminé par une lecture trop assidue des écriture et par sa passion d'obtenir une vie meilleure, il entreprend le projet ambitieux de le libérer et de renverser la tsarine, malgré son ami Vdovenko, en poste aussi à Schlüsselbourg, qui lui trouve un parti intéressant et une situation fort confortable de propriétaire terrien.